# Yangpai Shuiku
Yangpai Shuiku är en reservoar i Kina. Den ligger i provinsen Yunnan, i den sydvästra delen av landet, omkring 160 kilometer väster om provinshuvudstaden Kunming. Yangpai Shuiku ligger 1 892 meter över havet. Arean är 5,6 kvadratkilometer. I omgivningarna runt Yangpai Shuiku växer i huvudsak blandskog. Den sträcker sig 4,2 kilometer i nord-sydlig riktning, och 2,3 kilometer i öst-västlig riktning.
Genomsnittlig årsnederbörd är 808 millimeter. Den regnigaste månaden är augusti, med i genomsnitt 193 mm nederbörd, och den torraste är januari, med 5 mm nederbörd.